# Codroș cu cap albastru
Codroșul cu cap albastru (Phoenicurus coeruleocephala) este o specie de pasăre paseriforme din familia Muscicapidae. Habitatul natural este pădurea temperată. Se găsește în majoritatea munților Himalaya și în părțile de nord ale subcontinentului indian, arealul extinzându-se în Tadjikistan și Afganistan în India, de la Jammu și Kashmir spre est prin Himachal Pradesh și Uttaranchal, până în Nepal și Bhutan și mai la est până în Arunachal Pradesh și regiunile învecinate.

## Galerie

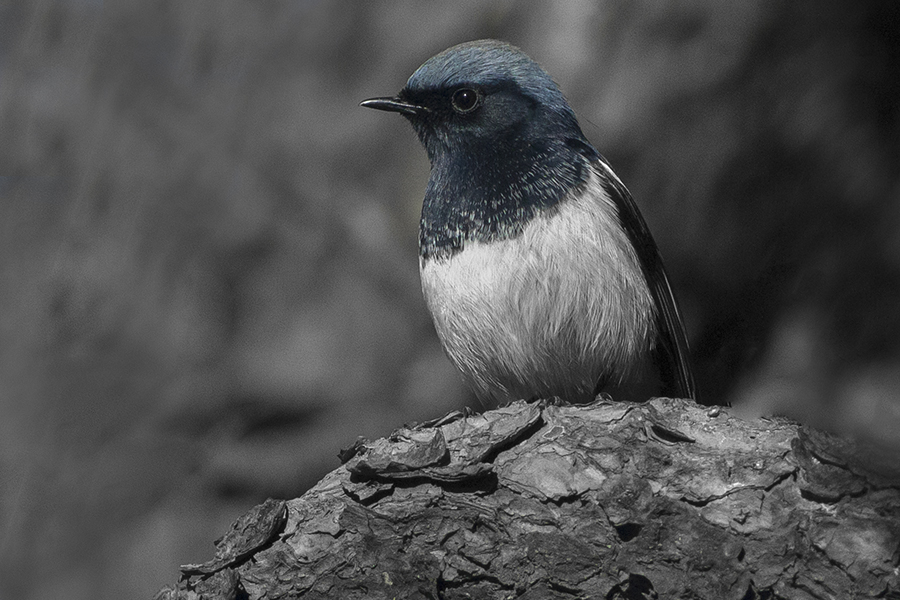
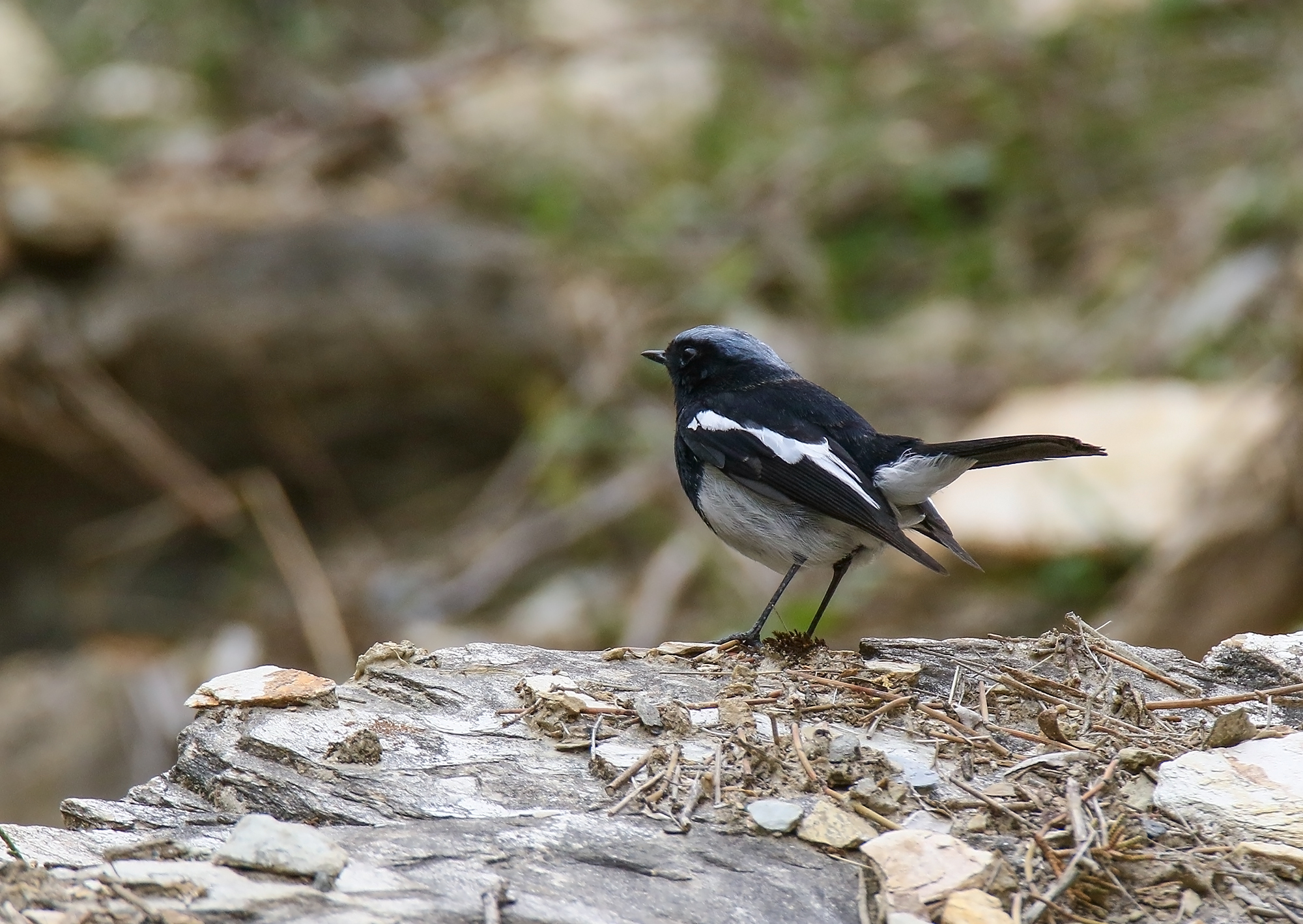
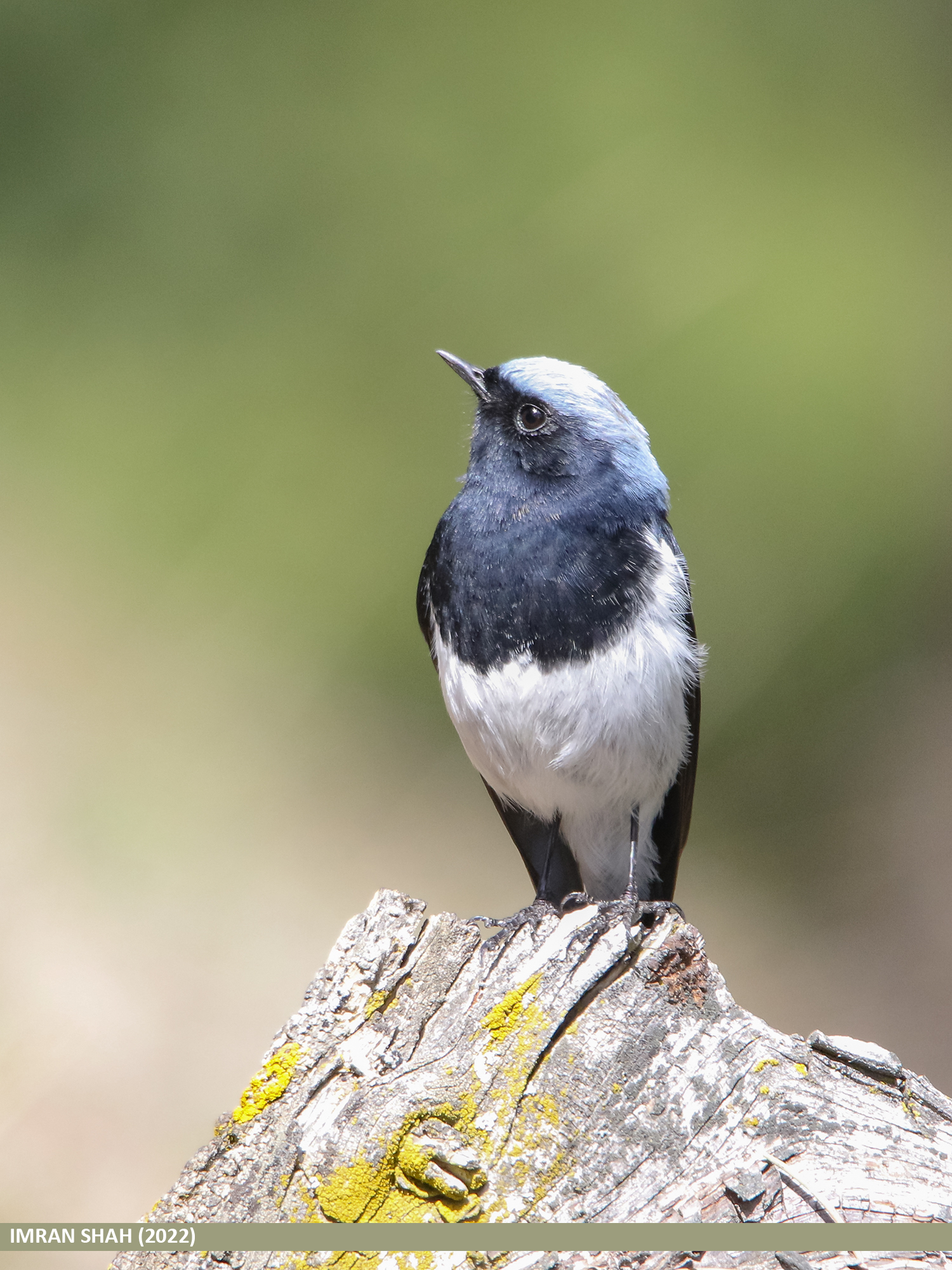